# Bâtonnage
Nel linguaggio enologico il bâtonnage è l'azione di rimettere in sospensione la feccia del vino.

## Utilizzo

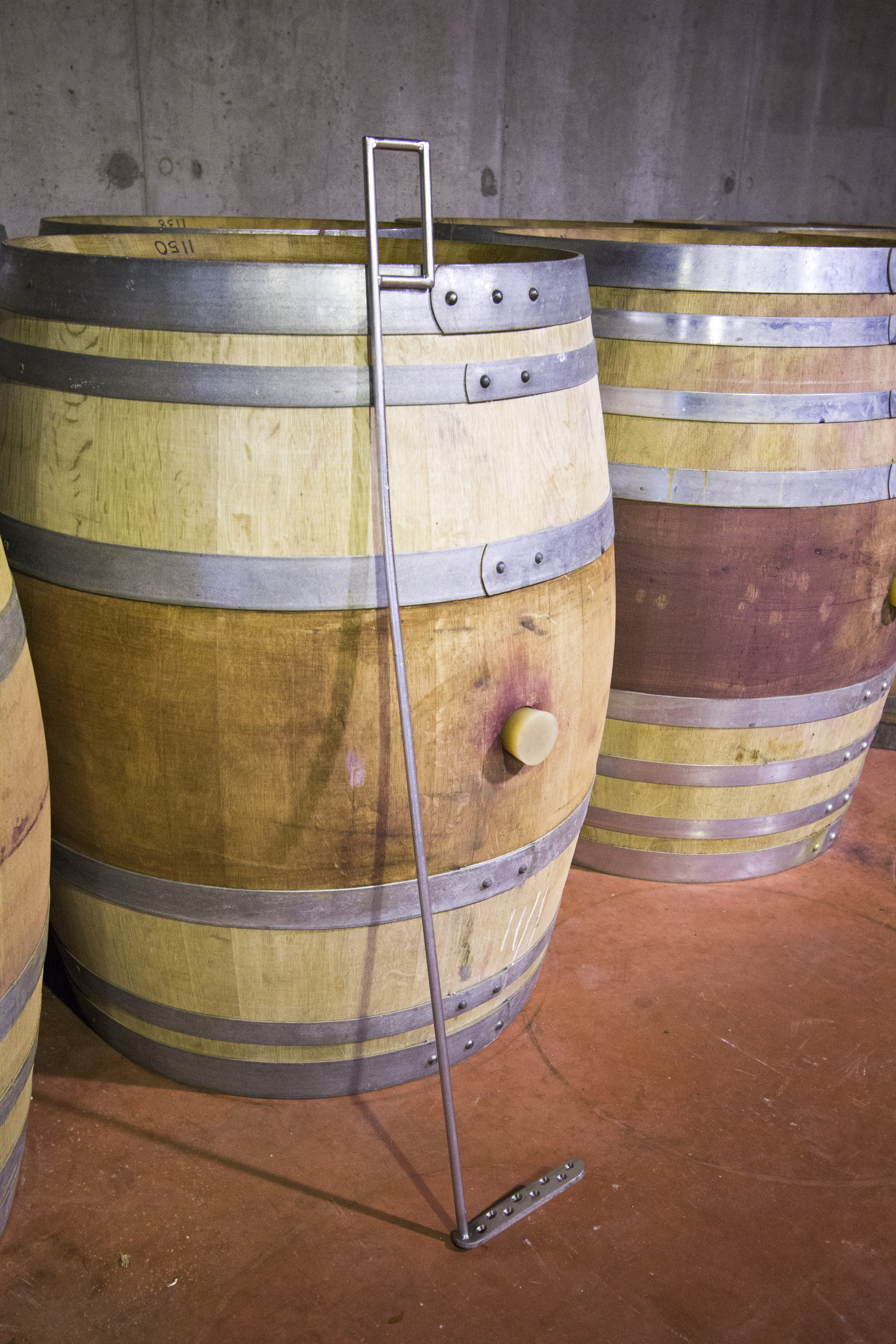
Attrezzo in acciaio per il bâtonnage (in francese dodine) a fianco di una botticella

Questa operazione è tradizionalmente realizzata utilizzando un attrezzo o un bastone il cui movimento permette l'agitazione del vino; agitandosi il vino la feccia precedentemente depositatasi sul fondo del recipiente risale in sospensione. Tale attività si compie successivamente alla fermentazione alcoolica.
Questa operazione favorisce l'autolisi dei lieviti che cedono al vino le mannoproteine parietali, colloidi protettori che hanno la capacità di legare i composti fenolici, in particolare tannini più reattivi. La conseguenza è l'aumento della sensazione di corpo del vino, mentre il migliore sviluppo di alcuni aromi non è stato ancora scientificamente dimostrato.
Sono spesso oggetto di bâtonnage i vini fermentati in barrique essendo l'autolisi dei lieviti favorita dalla microssigenazione indotta dalla barrique.